# Гронув (Свебодзінський повіт)
Гронув (пол. Gronów) — село в Польщі, у гміні Лагув Свебодзінського повіту Любуського воєводства.
Населення — 245 осіб (2011).
У 1975-1998 роках село належало до Зеленогурського воєводства.

## Демографія
Демографічна структура станом на 31 березня 2011 року:
|          | Загалом | Допрацездатний вік | Працездатний вік | Постпрацездатний вік |
| -------- | ------- | ------------------ | ---------------- | -------------------- |
| Чоловіки | 130     | 28                 | 89               | 13                   |
| Жінки    | 115     | 18                 | 69               | 28                   |
| Разом    | 245     | 46                 | 158              | 41                   |